# Liste der Baudenkmale in Bad Nenndorf
In der Liste der Baudenkmale in Bad Nenndorf sind die Baudenkmale der niedersächsischen Stadt Bad Nenndorf und ihrer Ortsteile aufgelistet. Der Stand der Liste ist der 24. April 2020. Die Quelle der Baudenkmale ist der Denkmalatlas Niedersachsen.

## Allgemein
In den Spalten befinden sich folgende Informationen:
- Lage: die Adresse des Baudenkmales und die geographischen Koordinaten. Kartenansicht, um Koordinaten zu setzen. In der Kartenansicht sind Baudenkmale ohne Koordinaten mit einem roten Marker dargestellt und können in der Karte gesetzt werden. Baudenkmale ohne Bild sind mit einem blauen Marker gekennzeichnet, Baudenkmale mit Bild mit einem grünen Marker.
- Bezeichnung: Bezeichnung des Baudenkmales
- Beschreibung: die Beschreibung des Baudenkmales. Unter § 3 Abs. 2 NDSchG werden Einzeldenkmale und unter § 3 Abs. 3 NDSchG Gruppen baulicher Anlagen und deren Bestandteile ausgewiesen.
- ID: die Objekt-ID des Baudenkmales
- Bild: ein Bild des Baudenkmales, ggf. zusätzlich mit einem Link zu weiteren Fotos des Baudenkmals im Medienarchiv Wikimedia Commons. Wenn man auf das Kamerasymbol klickt, können Fotos zu Baudenkmalen aus dieser Liste hochgeladen werden:

## Bad Nenndorf
| Lage                                                          | Bezeichnung                         | Beschreibung                | ID       | Bild           |
| ------------------------------------------------------------- | ----------------------------------- | --------------------------- | -------- | -------------- |
| Bad Nenndorf 52° 20′ 11″ N, 9° 22′ 30″ O                      | Gesamtheit der Kur- und Badeanlagen | Baudenkmal-Gruppe           | 36215896 |                |
| Bad Nenndorf 52° 20′ 5″ N, 9° 22′ 31″ O                       | Kurpark                             | Park                        | 36234698 | Weitere Bilder |
| Bad Nenndorf 52° 19′ 25″ N, 9° 23′ 26″ O                      | Gertrudenbrücke                     | Brücke (Bauwerk)            | 41512230 |                |
| Bad Nenndorf 52° 19′ 56″ N, 9° 23′ 0″ O                       | Podbielski Denkmal                  | Denkmal                     | 41428053 | Weitere Bilder |
| Bad Nenndorf 52° 20′ 2″ N, 9° 22′ 58″ O                       | Wasserbehälter                      |                             | 41512088 | Weitere Bilder |
| Bad Nenndorf 52° 20′ 2″ N, 9° 22′ 51″ O                       | Wasserbehälter                      |                             | 41512213 |                |
| Bad Nenndorf 52° 20′ 1″ N, 9° 22′ 45″ O                       | Wasserbehälter                      |                             | 41512145 |                |
| Bahnhofstraße 8, Bad Nenndorf 52° 20′ 7″ N, 9° 22′ 28″ O      | Großes Schwefelbadehaus             | Badehaus                    | 36234961 | Weitere Bilder |
| Bahnhofstraße 10, Bad Nenndorf 52° 20′ 12″ N, 9° 22′ 25″ O    | Wincklerbad                         | Badehaus                    | 36234834 | Weitere Bilder |
| Hauptstraße, Bad Nenndorf 52° 20′ 7″ N, 9° 22′ 31″ O          | Brunnen                             |                             | 36234940 |                |
| Hauptstraße, Bad Nenndorf 52° 20′ 2″ N, 9° 22′ 37″ O          | Musikpavillon                       |                             | 41405693 | Weitere Bilder |
| Hauptstraße, Bad Nenndorf 52° 20′ 4″ N, 9° 22′ 31″ O          | Musikmuschel                        | Musikhalle                  | 36234985 | Weitere Bilder |
| Hauptstraße 2, Bad Nenndorf 52° 20′ 2″ N, 9° 22′ 29″ O        | Landgrafenhaus                      | Palais                      | 36235010 | Weitere Bilder |
| Hauptstraße 4, Bad Nenndorf 52° 20′ 7″ N, 9° 22′ 35″ O        | Haus Kassel                         | Palais                      | 36235033 | Weitere Bilder |
| Hauptstraße 4, Bad Nenndorf 52° 20′ 8″ N, 9° 22′ 34″ O        | Kurtheater                          | Theater (Bauwerk)           | 36234652 | Weitere Bilder |
| Hauptstraße 9, Bad Nenndorf 52° 20′ 4″ N, 9° 22′ 38″ O        | sog. Schlösschen                    | Palais                      | 36235096 |                |
| nördlich Buchenallee, Bad Nenndorf 52° 20′ 8″ N, 9° 22′ 54″ O | Landgraf Wilhelm                    | Denkmal                     | 41427865 | Weitere Bilder |
| Poststraße 2, Bad Nenndorf 52° 20′ 12″ N, 9° 22′ 28″ O        | Zanderhaus                          | Badehaus                    | 36235384 |                |
| Poststraße 3 A, Bad Nenndorf 52° 20′ 9″ N, 9° 22′ 28″ O       | Großes Schlammbadehaus, Haupthaus   | Badehaus                    | 36235407 | Weitere Bilder |
| Poststraße 3, Bad Nenndorf 52° 20′ 11″ N, 9° 22′ 28″ O        | Großes Schlammbadehaus, Flügelbau   | Flügelbauten                | 36236156 |                |
| Poststraße 4, Bad Nenndorf 52° 20′ 11″ N, 9° 22′ 30″ O        | Deisterhaus (Kurverwaltung)         | Kurpension                  | 36235432 |                |
| Sonnengarten, Bad Nenndorf 52° 20′ 2″ N, 9° 22′ 26″ O         | Sonnentempel                        | Pavillon                    | 36235455 |                |
| 52° 19′ 43″ N, 9° 23′ 15″ O                                   | Schutzhütte im Erlengrund           |                             | 41407867 | BW             |
| 52° 19′ 34″ N, 9° 23′ 9″ O                                    | Erlengrundquelle                    | Quellenhäuschen             | 41406269 |                |
| Bahnhofstraße 7, Bad Nenndorf 52° 20′ 5″ N, 9° 22′ 23″ O      | Kurpension                          |                             | 36234792 |                |
| Bahnhofstraße 9, Bad Nenndorf 52° 20′ 7″ N, 9° 22′ 23″ O      | Haus Sonnengarten                   | Kurpension                  | 36234792 |                |
| Bahnhofstraße 39, Bad Nenndorf 52° 20′ 23″ N, 9° 22′ 30″ O    | Kurpension                          |                             | 36234857 |                |
| Hauptstraße 6, Bad Nenndorf 52° 20′ 8″ N, 9° 22′ 37″ O        | Apotheke                            |                             | 36235056 | Weitere Bilder |
| Hauptstraße 13, Bad Nenndorf 52° 20′ 9″ N, 9° 22′ 43″ O       | Kurhotel                            | Hotel                       | 36235119 |                |
| Hauptstraße 13, Bad Nenndorf 52° 20′ 8″ N, 9° 22′ 43″ O       | Kurhotel                            | Küchentrakt                 | 36236110 | BW             |
| Kramerstraße 4, Bad Nenndorf 52° 20′ 13″ N, 9° 22′ 21″ O      | Villa                               | Villa                       | 36235184 |                |
| Kramerstraße 18, Bad Nenndorf 52° 20′ 13″ N, 9° 22′ 14″ O     | Kurpension                          |                             | 36235204 |                |
| Kurhausstraße 15, Bad Nenndorf 52° 20′ 9″ N, 9° 22′ 36″ O     | Kolonnadenlädchen, sog.             | Pavillon                    | 36235225 |                |
| Lindenallee 2, Bad Nenndorf 52° 20′ 8″ N, 9° 22′ 13″ O        | Wohnhaus                            |                             | 36235247 |                |
| Lindenallee 2, Bad Nenndorf 52° 20′ 8″ N, 9° 22′ 13″ O        | Einfriedung                         |                             | 36236180 |                |
| Parkstraße 1, Bad Nenndorf 52° 19′ 57″ N, 9° 22′ 26″ O        | sog. Ärztehaus                      | Wohnhaus                    | 36235268 |                |
| Parkstraße 1, Bad Nenndorf 52° 19′ 57″ N, 9° 22′ 25″ O        | sog. Ärztehaus                      | Einfriedung                 | 36236200 | BW             |
| Parkstraße 1, Bad Nenndorf 52° 19′ 57″ N, 9° 22′ 28″ O        | Gartenhaus                          |                             | 36235290 |                |
| Poststraße 1, Bad Nenndorf 52° 20′ 9″ N, 9° 22′ 32″ O         | Post                                |                             | 36235361 |                |
| Poststraße 1, Bad Nenndorf 52° 20′ 9″ N, 9° 22′ 32″ O         | Nebengebäude                        |                             | 36236088 | BW             |
| Wilhelmstraße 1, Bad Nenndorf 52° 20′ 6″ N, 9° 22′ 21″ O      | Kurpension                          |                             | 36235540 |                |
| Wilhelmstraße 1, Bad Nenndorf 52° 20′ 6″ N, 9° 22′ 22″ O      | Nebengebäude                        |                             | 36235560 |                |
| Wilhelmstraße 5, Bad Nenndorf 52° 20′ 7″ N, 9° 22′ 19″ O      | Wohnhaus                            |                             | 36235580 |                |
| Bad Nenndorf 52° 20′ 0″ N, 9° 22′ 36″ O                       | ehem. Kurpension Parkstraße 8 u. 9  | Baudenkmal-Gruppe           | 36215926 |                |
| Parkstraße 8, Bad Nenndorf 52° 20′ 0″ N, 9° 22′ 35″ O         | Kurpension                          | Frühere Betstube / Synagoge | 36235310 |                |
| Parkstraße 9, Bad Nenndorf 52° 20′ 0″ N, 9° 22′ 36″ O         | Kurpension                          |                             | 36235339 |                |
| Bad Nenndorf 52° 20′ 12″ N, 9° 22′ 54″ O                      | Ev. Pfarrkirche An der Kirche       | Baudenkmal-Gruppe           | 36215782 | BW             |
| An der Kirche, Bad Nenndorf 52° 20′ 11″ N, 9° 22′ 55″ O       | Ev. Pfarrkirche St. Godehardi       | Kirche (Bauwerk)            | 36234740 | Weitere Bilder |
| An der Kirche, Bad Nenndorf 52° 20′ 13″ N, 9° 22′ 54″ O       | Kriegerdenkmal                      | Gedenkstätte                | 36234769 | Weitere Bilder |
| Buchenallee, Bad Nenndorf 52° 20′ 7″ N, 9° 23′ 15″ O          | Kriegerdenkmal                      | Gedenkstätte                | 36234720 |                |
| Bad Nenndorf 52° 19′ 37″ N, 9° 23′ 30″ O                      | Densinghäuser Quelle                | Wasserbehälter              | 36234632 | Weitere Bilder |
| Stadthagener Straße, Bad Nenndorf 52° 19′ 35″ N, 9° 21′ 43″ O | Kraterquelle                        | Kraterquelle                | 36235477 | Weitere Bilder |
| Strutz-Berg 52° 19′ 5″ N, 9° 23′ 54″ O                        | Strutzberg-Stollen                  | Mundloch (Bergbau)          | 36235520 | Weitere Bilder |
| Strutz-Berg 52° 19′ 6″ N, 9° 23′ 32″ O                        | Strutzbergturm (Belvedereturm)      | Turm (Bauwerk)              | 36235499 | Weitere Bilder |

## Horsten
| Lage                                                         | Bezeichnung                    | Beschreibung                        | ID       | Bild           |
| ------------------------------------------------------------ | ------------------------------ | ----------------------------------- | -------- | -------------- |
| Bad Nenndorf 52° 20′ 19″ N, 9° 20′ 42″ O                     | Horster Mühle An der Mühlenaue | Baudenkmal-Gruppe                   | 36215797 |                |
| An der Mühlenaue 5, Bad Nenndorf 52° 20′ 18″ N, 9° 20′ 41″ O | Horster Mühle                  | Scheune                             | 36235985 |                |
| An der Mühlenaue 5, Bad Nenndorf 52° 20′ 18″ N, 9° 20′ 41″ O | Horster Mühle                  | Querbau                             | 36236041 |                |
| An der Mühlenaue 5, Bad Nenndorf 52° 20′ 18″ N, 9° 20′ 42″ O | Horster Mühle                  | Mühle (Baukomplex)                  | 36235600 |                |
| An der Mühlenaue 5, Bad Nenndorf 52° 20′ 18″ N, 9° 20′ 43″ O | Horster Mühle                  | Stau                                | 36235959 |                |
| Bad Nenndorf 52° 20′ 18″ N, 9° 21′ 8″ O                      | Hofanlage Im Dorfe 7           | Baudenkmal-Gruppe                   | 36215825 | BW             |
| Im Dorfe 7, Bad Nenndorf 52° 20′ 18″ N, 9° 21′ 11″ O         | Scheune                        |                                     | 36236013 |                |
| Im Dorfe 7, Bad Nenndorf 52° 20′ 18″ N, 9° 21′ 8″ O          | Wohn-/Wirtschaftsgebäude       |                                     | 36235652 |                |
| Im Dorfe 7, Bad Nenndorf 52° 20′ 18″ N, 9° 21′ 7″ O          | Backhaus                       | das Backhaus ist das rechte Gebäude | 36235933 |                |
| Im Dorfe 8, Bad Nenndorf 52° 20′ 18″ N, 9° 21′ 16″ O         | Backhaus                       |                                     | 36235680 |                |
| Im Dorfe 15, Bad Nenndorf 52° 20′ 20″ N, 9° 21′ 9″ O         | Wohnhaus                       | Schule                              | 36235700 | Weitere Bilder |
| Friedhof, Bad Nenndorf 52° 20′ 26″ N, 9° 21′ 37″ O           | Gedenkstätte                   |                                     | 36235630 | Weitere Bilder |

## Riepen
| Lage                                                           | Bezeichnung                    | Beschreibung                                    | ID       | Bild |
| -------------------------------------------------------------- | ------------------------------ | ----------------------------------------------- | -------- | ---- |
| Bad Nenndorf 52° 20′ 35″ N, 9° 20′ 9″ O                        | Hofanlage Beckedorfer Straße 1 | Baudenkmal-Gruppe                               | 36215840 |      |
| Beckedorfer Straße 1, Bad Nenndorf 52° 20′ 34″ N, 9° 20′ 9″ O  | Wohnhaus                       |                                                 | 36236241 |      |
| Beckedorfer Straße 1, Bad Nenndorf 52° 20′ 35″ N, 9° 20′ 9″ O  | Westlicher Wirtschaftsflügel   | Wirtschaftsflügel                               | 36236307 |      |
| Beckedorfer Straße 1, Bad Nenndorf 52° 20′ 35″ N, 9° 20′ 10″ O | Östlicher Wirtschaftsflügel    | Wirtschaftsflügel                               | 36236373 |      |
| Beckedorfer Straße 1, Bad Nenndorf 52° 20′ 36″ N, 9° 20′ 10″ O | Einfriedung                    |                                                 | 36236439 |      |
| Bad Nenndorf 52° 20′ 34″ N, 9° 20′ 12″ O                       | Hofanlage Riepener Straße 4, 6 | Baudenkmal-Gruppe                               | 36215854 |      |
| Riepener Straße 4, Bad Nenndorf 52° 20′ 35″ N, 9° 20′ 12″ O    | Einfriedung                    | dazu gehören die beiden Bäume an der Hofzufahrt | 36235767 |      |
| Riepener Straße 4, Bad Nenndorf 52° 20′ 34″ N, 9° 20′ 11″ O    | Westlicher Wirtschaftsflügel   | Wirtschaftsflügel                               | 36236329 |      |
| Riepener Straße 4, Bad Nenndorf 52° 20′ 33″ N, 9° 20′ 11″ O    | Wohnhaus                       |                                                 | 36236263 |      |
| Riepener Straße 4, Bad Nenndorf 52° 20′ 33″ N, 9° 20′ 13″ O    | Östlicher Wirtschaftsflügel    | Wirtschaftsflügel                               | 36236395 |      |
| Riepener Straße 4, Bad Nenndorf 52° 20′ 34″ N, 9° 20′ 13″ O    | Scheune mit Wohnteil           | Scheune                                         | 36236461 |      |

## Waltringhausen
| Lage                                                        | Bezeichnung         | Beschreibung      | ID       | Bild |
| ----------------------------------------------------------- | ------------------- | ----------------- | -------- | ---- |
| Dorfstraße 31, Bad Nenndorf 52° 20′ 33″ N, 9° 24′ 23″ O     | Wirtschaftsgiebel   |                   | 36235789 |      |
| Bad Nenndorf 52° 20′ 24″ N, 9° 24′ 16″ O                    | Hofanlage Höfeweg 2 | Baudenkmal-Gruppe | 36215868 |      |
| Höfeweg 2, Bad Nenndorf 52° 20′ 23″ N, 9° 24′ 15″ O         | Wohnhaus            |                   | 36236285 |      |
| Höfeweg 2, Bad Nenndorf 52° 20′ 24″ N, 9° 24′ 15″ O         | Remise/Stallgebäude |                   | 36236417 |      |
| Höfeweg 2, Bad Nenndorf 52° 20′ 24″ N, 9° 24′ 17″ O         | Remise              |                   | 36236351 |      |
| Nenndorfer Straße, Bad Nenndorf 52° 20′ 23″ N, 9° 24′ 11″ O | Kriegerdenkmal      | Gedenkstätte      | 36235831 |      |
| Osterfeldstraße, Bad Nenndorf 52° 20′ 43″ N, 9° 24′ 17″ O   | Gedenkstätte        |                   | 36235851 |      |
| Schmiedeweg 2, Bad Nenndorf 52° 20′ 25″ N, 9° 24′ 21″ O     | Scheune             |                   | 36235873 |      |